# República de Danzigue
República de Danzigue (em alemão:  Danzig) foi uma cidade-estado semi-independente estabelecida por Napoleão em 9 de setembro de 1807, durante o período das Guerras Napoleónicas, após a conquista da cidade na sequência do cerco de Danzigue em maio desse ano.
Após o Congresso de Viena (1814/5), Danzigue voltou a ser reintegrada no Reino da Prússia.

## História

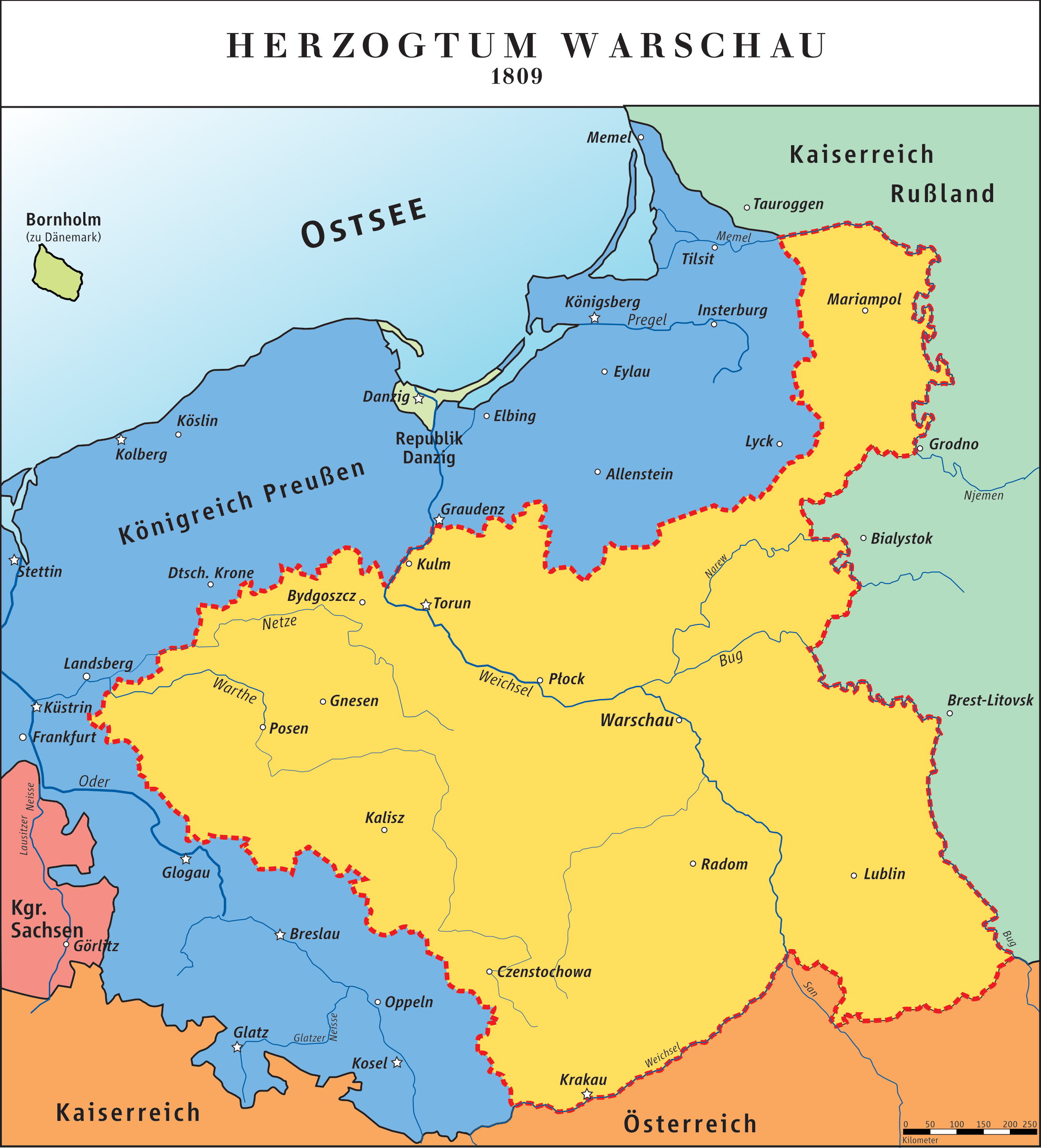
A República de Danzigue (verde claro) na costa Báltica, cercada pela Prússia (azul), com o Ducado de Varsóvia mais a sul (amarelo)

A Prússia adquirira a cidade de Danzigue na sequência da Segunda Partilha da Polónia, em 1793. Após a derrota do rei Frederico Guilherme III da Prússia na Batalha de Jena–Auerstedt (1806), e da paz Franco-Prussiana ter sido estabelecida pelo Tratado de Tilsit de 9 de julho de 1807, o território da nova república ficava encravado em terras da província da Prússia Ocidental, consistindo na cidade de Danzigue (a Gdańsk da atualidade), com os seus arredores rurais na foz do rio Vístula incluindo Oliva, juntamente com a Península de Hel e o respetivo farol, bem como a metade sul do Cordão do Vístula.  

### Constituição da República
A República foi oficialmente proclamada em 21 de julho de 1807, após as tropas do Francesas terem tomado a cidade em 27 de maio. A Prússia, o Reino da Saxónia e o Ducado de Varsóvia, foram nomeadas potências garantes. O marechal François Joseph Lefebvre, comandante do cerco de Danzigue, recebeu o título honorífico de Duque de Danzigue  das mãos de Napoleão, contudo, quem realmente governava a cidade era o governador francês, o General Jean Rapp. A cidade teve que acomodar o Grande Armée de Napoleão, pagando um forte tributo para a preparação da Campanha da Rússia (1812).

### O fim da República
Após a retirada francesa, o exército imperial russo cercou Danzigue de janeiro até 29 de novembro de 1813, e os restante 40.000 soldados franceses retiraram-se, finalmente, em 2 de janeiro de 1814. Apesar das autoridades prussianas terem feito de Danzigue a capital da Prússia Ocidental e o centro administrativo da região de Danzigue (Regierungsbezirk Danzig), a autonomia da cidade foi significativamente reduzida.